# チャールズ・アームストロング＝ジョーンズ
チャールズ・アームストロング＝ジョーンズ（英語: Charles Armstrong-Jones、1999年7月1日 - ）は、イギリス国王ジョージ6世の曾孫。祖父の死去に伴い、儀礼称号としてリンリー子爵を称する。

## 略歴
家具店を営むリンリー子爵デイヴィッド・アームストロング＝ジョーンズとその妻セレナとの間の長男として生まれる。個人名のうち、Charlesは当時の王太子チャールズ3世から、Patrickは母の生まれ故郷アイルランドの聖パトリックから、Inigoは父が尊敬する建築家イニゴー・ジョーンズからそれぞれ採られた。
2012年、イートン・カレッジに入学。2021年現在、ラフバラー大学に在学中。

### 王室成員としての活動
広義のイギリス王室の一員として、国王誕生日やクリスマスの行事に参列している。